# 149955 Maron
A 149955 Maron (ideiglenes jelöléssel 2005 TK49) a Naprendszer kisbolygóövében található aszteroida. J. Lorenz fedezte fel 2005. október 9-én.